# 日産・GAエンジン
日産・GAエンジンは、日産自動車が2代目E型の後継として、1987年（昭和62年）から2000年（平成12年）にかけて生産していた鋳鉄製エンジンブロックの直列4気筒ガソリンエンジンである。

## 概要
このエンジンは設計段階からカムシャフトの駆動にタイミングチェーンが採用されており、当初は1,497 ccのSOHC12バルブ（1気筒あたり3バルブ）のみで生産を開始、1990年代に入ると1,295 cc、1,596 ccを追加、タイミングチェーンによるカムシャフト駆動はそのままに全てDOHC16バルブ（1気筒あたり4バルブ）化され、更にGA16DEに限ってはメカニカル（油圧）式の可変バルブタイミング機構が採用された。いずれもトルク重視のロングストローク型である。主に小型乗用車、小型商用車、一部ワンボックスカーを中心に搭載された。
1990年代末以降はGA13とGA15がQGエンジンに移行、GA16はSRエンジンと併売の後、消滅した。ちなみに、最初期に生産された1,497 ccのSOHC12バルブ仕様のGA15S型、およびGA15E型、1,596 ccのSOHC12バルブ仕様のGA16S型、およびGA16i型、GA16E型はいずれも「スーパーインテークエンジン」と呼ばれていた。ちなみに当エンジンは同社のVG型、およびRB型同様、SOHC、DOHCに関わらず全てペントルーフ型燃焼室が採用されていた。
なおGAの意味は「Good」(グッド)&「Amenity」（アメニティ）だといわれる。

## バリエーション

### GA13系 1,295 cc

#### GA13DS
- 製造期間：1989年（平成元年）12月 - 1995年（平成7年）4月
- 1,295 cc DOHC・電子制御式2バレルシングルキャブレター
- 最高出力/最大トルク：58 kW（79 PS）/6,000 rpm  104 Nm（10.6 kg-m）/3,600 rpm
- 燃料 : 無鉛レギュラーガソリン
- 内径×行程：71.0 mm×81.8 mm

#### GA13DE
- 製造期間：1993年（平成5年）12月 - 1999年（平成11年）5月
- 1,295 cc DOHC・マルチポイントインジェクション
- 最高出力/最大トルク：63 kW（85 PS）/6,000 rpm  109 Nm（11.1 kg-m）/4,400 rpm
- 燃料 : 無鉛レギュラーガソリン

### GA15系 1,497 cc

#### GA15S

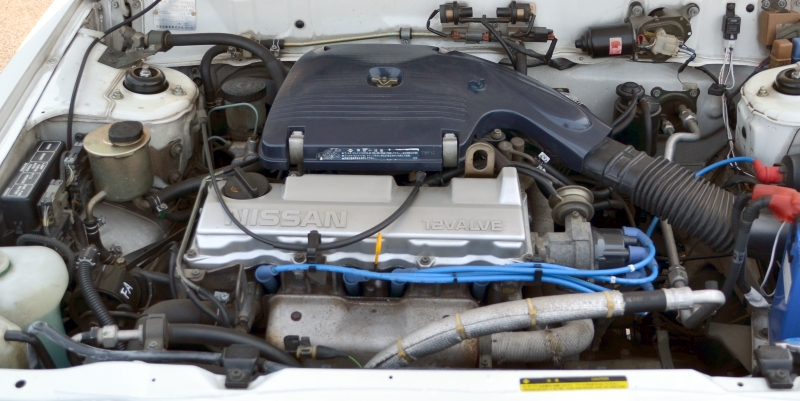
GA15S

- 製造期間：1987年（昭和62年）8月 - 1990年（平成2年）6月
- 1,497 cc SOHC・電子制御式2バレルシングルキャブレター
- 最高出力/最大トルク：63 kW（85 PS）/6,000 rpm  123 Nm（12.5 kg-m）/3,600 rpm
- 燃料 : 無鉛レギュラーガソリン
- 内径×行程：73.6 mm×88.0 mm

#### GA15E
- 製造期間：1987年（昭和62年）8月 - 1990年（平成2年）6月
- 1,497 cc SOHC・マルチポイントインジェクション
- 最高出力/最大トルク：71 kW（97 PS）/6,000 rpm  128 Nm（13.1 kg-m）/4,400 rpm
- 燃料 : 無鉛レギュラーガソリン

#### GA15DS
- 製造期間：1989年（平成元年）12月 - 1995年（平成7年）5月
- 1,497 cc DOHC・電子制御式2バレルシングルキャブレター
- 最高出力/最大トルク：69 kW（94 PS）/6,000 rpm  126 Nm（12.8 kg-m）/3,600 rpm
- 燃料 : 無鉛レギュラーガソリン

#### GA15DE
- 製造期間：1993年（平成5年）12月 - 2000年（平成12年）6月
- 1,497 cc DOHC・マルチポイントインジェクション
- 最高出力/最大トルク
  - （1-1）77 kW（105 PS）/6,000 rpm  135 Nm（13.8 kg-m）/4,000 rpm（乗用車）
  - （1-2）74 kW（100 PS）/6,000 rpm  127 Nm（13.0 kg-m）/4,000 rpm（商用車）
- 燃料 : 無鉛レギュラーガソリン

### GA16系 1,596 cc

#### GA16S
- 製造期間：1988年（昭和63年） - 1990年（平成2年）
- 1,596 cc SOHC・電子制御式2バレルシングルキャブレター
- 最高出力/最大トルク：63 kW（84 PS）/5,500 rpm  133 Nm（13.6 kg-m）/3,200 rpm
- 燃料 : 無鉛レギュラーガソリン
- 内径×行程：76.0 mm×88.0 mm

#### GA16i
- 製造期間：1987年（昭和62年） - 1990年（平成2年）
- 1,596 cc SOHC・シングルポイントインジェクション
- 最高出力/最大トルク：69 kW（92 PS）/5,500 rpm  130 Nm（13.2 kg-m）/3,200 rpm
- 燃料 : 無鉛レギュラーガソリン
- 内径×行程：76.0 mm×88.0 mm

#### GA16E
- 製造期間：1988年（昭和63年） - 1990年（平成2年）
- 1,596 cc SOHC・マルチポイントインジェクション
- 最高出力/最大トルク：81 kW（110 PS）/5,500 rpm  140 Nm（14.2 kg-m）/4,000 rpm
- 燃料 : 無鉛レギュラーガソリン
- 内径×行程：76.0 mm×88.0 mm

#### GA16DS
- 製造期間：1990年（平成2年）4月 - 1999年（平成11年）3月
- 1,596 cc DOHC・電子制御式2バレルシングルキャブレター
- 最高出力/最大トルク：71 kW（97 PS）/6,000 rpm  132 Nm（13.5 kg-m）/4,000 rpm
- 燃料 : 無鉛レギュラーガソリン
- 内径×行程：76.0 mm×88.0 mm

#### GA16DE
- 製造期間：1989年（平成元年）12月 - 2000年（平成12年）6月
- 1,596 cc DOHC・マルチポイントインジェクション
- 最高出力/最大トルク：
  - （1-1）81 kW（110 PS）/6,400 rpm  147 Nm（15.0 kg-m）/4,400 rpm
  - （1-2）74k W（100 PS）/6,000 rpm  127 Nm（13.0 kg-m）/3,600 rpm
  - （1-3）88 kW（120 PS）/6,400 rpm  145 Nm（14.8 kg-m）/4,400 rpm
- 燃料 : 無鉛レギュラーガソリン

## 搭載車種
- GA13DS
  - サニー（B13）1990年1月-1993年12月
  - パルサー（N14）1990年8月-1995年1月
  - AD（Y10）1990年10月-1995年6月
- GA13DE
  - サニー（B14）1994年1月-1998年10月
  - AD（Y10）1995年6月-1999年6月
- GA15S
  - サニー（B12）1987年9月-1989年12月
  - サニーカリフォルニア（B12）1987年9月-1990年8月
  - サニーRZ-1（B12）1987年11月-1989年12月
  - ローレルスピリット（B12）1987年9月-1990年8月
  - パルサー（N13）1988年4月-1990年8月
  - ラングレー（N13）1988年9月-1990年8月
  - リベルタビラ（N13）1988年9月-1990年8月
  - EXA（N13）1988年5月-1990年8月
- GA15DS
  - サニー（B13）1990年1月-1993年12月
  - サニーカリフォルニア（Y10）1990年10月-1995年6月
  - プレセア（R10）1990年6月-1994年12月
  - パルサー（N14）1990年8月-1995年1月
  - AD（Y10）1990年10月-1995年6月
  - NXクーペ（B13）1990年-1994年
  - マツダ・ファミリアワゴン・バン（Y10）1994年9月-1997年5月
  - スバル・レオーネバン（Y10）1994年4月-1997年5月
- GA15E
  - サニー（B12）1987年9月-1989年12月
  - サニーカリフォルニア（B12）1987年9月-1990年8月
  - サニーRZ-1（B12）1987年11月-1989年12月
  - ローレルスピリット（B12）1987年9月-1990年8月
  - パルサー（N13）1988年4月-1990年8月
  - ラングレー（N13）1988年9月-1990年8月
  - リベルタビラ（N13）1988年9月-1990年8月
- GA15DE（1-1）
  - サニー（B14）1994年1月-1998年10月
  - サニーカリフォルニア（Y10）1995年6月-1996年5月
  - ルキノ（B14・N15）1994年5月-2000年8月
  - ラシーン（B14）1994年12月-2000年8月
  - プレセア（R11）1995年1月-2000年8月
  - パルサー（N15）1995年1月-2000年8月
  - AD（Y10）1995年6月-1999年6月
  - ウイングロード（Y10）1996年5月-1999年5月
  - マツダ・ファミリアワゴン（Y10）1996年5月-1999年5月
- GA15DE（1-2）
  - AD（Y10）1995年6月-1999年6月
  - スバル・レオーネバン（Y10）1997年5月-1999年6月
  - マツダ・ファミリアバン（Y10）1997年5月-1999年6月
- GA16S
  - セントラ（B12）1987年-1990年
  - EXA（N13北米仕様）1987年-1990年
- GA16i
  - セントラ（B12）1987年-1990年
  - Nissan Pulsar NX（日産 EXA 北米向け）1989年-1990年
- GA16E
  - セントラ（B12）1987年-1990年
  - EXA（N13北米仕様）1987年-1990年
- GA16DS
  - アベニールカーゴ(W10) 1990年5月-1999年5月
  - ブルーバード（U13）1991年9月-1995年12月
  - プリメーラ[注釈 3]（P10）1990年 - 1993年
- GA16DE（1-1）
  - サニー（B13）1990年1月-1993年12月
  - パルサー（N14）1990年8月-1995年1月
  - NXクーペ（B13）1990年-1994年
  - プリメーラ[注釈 3]（P10・P11）1993年 - 1999年
- GA16DE（1-2）
  - バネットセレナ/セレナ（C23）1991年6月-1996年12月
- GA16DE（1-3）
  - サニー（B14）1994年1月-1998年10月
  - パルサー（N15）1995年1月-2000年8月
  - ルキノ（N15）1995年1月-2000年8月